# Социјалистичка Република Босна и Херцеговина
Социјалистичка Република Босна и Херцеговина (скраћено СР Босна и Херцеговина и СР БиХ) била је једна од шест федералних јединица у саставу Социјалистичке Федеративне Републике Југославије (СФРЈ).
Постојала је од априла 1945. до марта 1992. године и у том периоду је променила неколико назива — најпре је априла 1945. названа Федерална Држава Босна и Херцеговина, доношењем првог Устава 1946. названа је Народна Република Босна и Херцеговина, а у социјалистичку републику преименована је када и остале југословенске републике, новим Уставом из 1963. године. Главни град је био Сарајево.
Спадала је међу средње развијене југословенске републике. По привредном развоју иза ње су биле СР Црна Гора и СР Македонија. Била је трећа по величини после СР Србије и СР Хрватске. 
Конститутивни народи у СР БиХ били су — Муслимани, Срби и Хрвати. Од аутохтоних националних заједница најбројнији су били Украјинци, али нису имали статус званичне народности.
Независност Социјалистичке Републике Босне и Херцеговине проглашена је 2. марта 1992, а 8. априла „крње Председништво” јој је променило назив у Република Босна и Херцеговина. Скупштина Републике Српске Босне и Херцеговине прогласила је своју независност од Социјалистичке Републике Босне и Херцеговине дан пре промене имена, 7. априла 1992. године. По проглашењу независности Босне и Херцеговине, у њој је избио грађански рат, који је трајао до 1995. када је потписивањем Дејтонског споразума створена нова Босна и Херцеговина.

## Историја
Средњовековна Босна пала је под власт Османске царевине половином XV века. Отоманска власт, уз бројне буне и устанке становништва, трајала је до 1878. године, када је после великог устанка, одлуком Берлинског конгреса територија Босне и Херцеговине предата на управу Аустроугарској монархији. Године 1908. Аустроугарска је извршила анексију Босне и Херцеговине и ова одлука је довела да великог отпора становништва. То је резултовало Сарајевским атентатом на престолонаследника Франца Фердинанда, 1914. године, што је био повод за избијање Првог светског рата.
После завршетка Првог светског рата, 1918. године територија Босне и Херцеговине била је укључена у састав новостворене државе — Краљевине Срба, Хрвата и Словенаца, а касније назване Краљевина Југославија.
Почетком Другог светског рата у Југославији, 1941. године, територија Босне и Херцеговине је ушла у састав усташке Независне Државе Хрватске. Тада су отпочели масовни покољи усташа над српским становништвом, због чега је избио оружани устанак. Међу устаницима је убрзо дошло до отворене поделе на партизане и четнике. Партизане је организовала и предводила Комунистичка партија Југославије (КПЈ), а главна жаришта њиховог устанка у БиХ били су подручја Босанске крајине и источне Босне. После слома партизанског устанка у Србији, крајем 1941, главнина и руководство партизанског Народноослободилачког покрета су прешли у БиХ, која је тада постала центар устанка у Југославији. На њеној територији вођене су одлучујуће борбе против окупатора — Друга, Трећа (делимично), Четврта, Пета, Шеста (делимично) и Седма непријатељска офанзива.
У Јајцу је 29. новембра 1943. године одржано Друго заседање АВНОЈ-а, на коме су ударени темељи нове државе и тај датум се у СФРЈ обележавао као Дана Републике. Пре тог заседања је у Мркоњић-Граду, 25. новембра 1943. године, одржано Прво заседање ЗАВНОБиХ-а на којем је БиХ конституисана као самостална федерална јединица и тај датум се обележавао (обележава се и данас) у СР БиХ као Дан Државности.
Још је важан датум и 27. јули Дан Устанка народа БиХ када је 1941. године, оружаном акцијом у Дрвару, почео устанак против окупатора.

### Улога у СФРЈ
Због свог централног географског положаја унутар југословенске федерације, послератна Босна је стратешка одабрана као база за развој војне одбрамбене индустрије. То је допринело великој концентрацији наоружања и војног особља у Босни; значајан фактор у рату који је уследио након распада Југославије 1990-их година. Међутим, постојање Босне у Југославији је углавном било мирно и просперитетно. Као једна од сиромашнијих република раних 1950-их, брзо се економски опоравила, користећи предности својих екстензивних природних ресурса да стимулише индустријски развој.
Југословенска комунистичка доктрина "братства и јединства" посебно је одговарала босанском разноликом и мултиетничком друштву које је, због тако наметнутог система толеранције, напредовало културно и социјално. Побољшање културне толеранције широм Босне и Херцеговине кулминирало је избором Сарајева за домаћина Зимских олимпијских игара 1984. године.

### Послератни развој
По ослобођењу земље почиње и изградња, а баш у СР БиХ се улазе највише труда путем радних акција (изградња пруга Брчко-Бановићи и Шамац-Сарајево), као и изградњом индустријских гиганата у Зеници и Тузли. СР БиХ се нагло индустријализовала и упоредо са развојем индустрије вршило се и школовање и описмењавање становништва. Тако се отварају и факултети у Сарајеву, Тузли, Бањој Луци и Мостару.
Такође је и музичка сцена у Сарајеву била веома богата и одржавали су се многи концерти како домаћих тако и страних извођача. Рок групе као сто су Индекси и Бијело дугме оставиле су битан траг у музичкој историји Сарајева, а многе младе групе им се придружују током 80-их година.
Управо због богатства различитих култура на подручју СР БиХ, њу су многи са правом називали Југославија у малом.

### Независност
Независност је прогласила марта 1992. године, а Уредбом „крњег“ Председништва СР БиХ, 8. априла 1992. назив јој је промењен у Република Босна и Херцеговина. Тада су на територији СР БиХ већ постојале Хрватска заједница Херцег-Босна, основана 18. новембра 1991. и Република Српска Босна и Херцеговина, основана 9. јануара 1992. године. Народна скупштина Републике Српске Босне и Херцеговине је априла 1992. прогласила независност од Републике Босне и Херцеговине док је Херцегбосанска скупштина то незванично урадила октобра 1992. Након рата на овим просторима, ступањем на снагу Дејтонског споразума крајем 1995. године је настала „нова“ Босна и Херцеговина састављена од два ентитета: Федерације БиХ и Републике Српске.

## Административна подјела
Након ослобођења (1944-1945), извршена је административна подјела БиХ на срезове, односно округе. Потом је 1949. године уведена нова подјела на четири велике области, чија су сједишта били градови: Бања Лука, Мостар, Сарајево и Тузла, али обласни ниво власти укинут је већ 1951. године. Након комуналне реформе, која је иницирана 1955. године, територија БиХ подјељена је на веће срезове, а ови на општине. Према првобитном стању из 1955. године, било је укупно 15 срезова: Бања Лука, Бихаћ, Брчко, Дервента, Горажде, Добој, Зворник, Зеница, Јајце, Ливно, Мостар, Приједор, Сарајево, Требиње и Тузла.
Према стању из 1958. године, број је смањен на 12 срезова: Бања Лука, Бихаћ, Брчко, Горажде, Добој, Зеница, Јајце, Ливно, Мостар, Приједор, Сарајево и Тузла. Током наредних година, извршено је даље укрупњавање срезова, тако да је њихов број смањен на шест: Бања Лука, Бихаћ, Добој, Мостар, Сарајево и Тузла. Посебним "Уставним законом о укидању срезова", од 27. априла 1966. године, укинути су срезови у БиХ.
Тада је реорганизована и мрежа општина, након чега су општински органи добили шира облашћења. У време пописа из 1971. године, БиХ се састојала из 107 општина, да би се 1978. године у Граду Сарајеву формирале две нове општине Нови Град и Стари Град, па је у време пописа из 1981. и 1991. године, БиХ имала 109 општина, и то:
- Град Сарајево (10 општина): Вогошћа, Илијаш, Илиџа, Нови Град, Ново Сарајево, Пале, Стари Град, Трново, Хаџићи и Центар.
- остале општине у СР Босни и Херцеговини, биле су: Бановићи, Бања Лука, Бијељина, Билећа, Бихаћ, Босанска Градишка, Босанска Дубица, Босанска Крупа, Босански Брод, Босански Нови, Босански Петровац, Босански Шамац, Босанско Грахово, Братунац, Бреза, Брчко, Бугојно, Бусовача, Вареш, Велика Кладуша, Високо, Витез, Вишеград, Власеница, Гацко, Гламоч, Горажде, Горњи Вакуф, Градачац, Грачаница, Груде, Дервента, Добој, Доњи Вакуф, Дувно, Жепче, Живинице, Завидовићи, Зворник, Зеница, Јабланица, Јајце, Какањ, Калесија, Калиновик, Кисељак, Кладањ, Кључ, Коњиц, Котор Варош, Крешево, Купрес, Лакташи, Ливно, Лиштица, Лопаре, Лукавац, Љубиње, Љубушки, Маглај, Модрича, Мостар, Мркоњић Град, Невесиње, Неум, Нови Травник, Олово, Орашје, Оџак, Посушје, Приједор, Прњавор, Прозор, Пуцарево, Рогатица, Рудо, Сански Мост, Скендер Вакуф, Соколац, Србац, Сребреник, Сребреница, Столац, Теслић, Тешањ, Титов Дрвар, Требиње, Тузла, Угљевик, Фојница, Фоча, Хан Пијесак, Цазин, Чајниче, Чапљина, Челинац, Читлук, Шековићи и Шипово.

## Имена градова
Називи одређених градова у време постојања СР Босне и Херцеговине:
- Босанска Градишка — данас Градишка
- Босанска Дубица — данас Козарска Дубица
- Босански Нови — данас Нови Град
- Босански Шамац — данас Шамац
- Дувно — данас Томиславград
- Лиштица — данас Широки Бријег
- Пуцарево (од 1980; по Ђури Пуцару) — данас Нови Травник
- Скендер Вакуф — данас Кнежево
- Титов Дрвар — (од 1981; по Јосипу Брозу Титу) данас Дрвар
- Босански Брод — данас Брод

## Функционери СР Босне и Херцеговине

### Председници
Функција председника Републике, односно председника Председништва СР Босне и Херцеговине уведена је тек Уставом из 1974. године, а пре тога је функцију шефа државе обављао председник Земаљског антифашистичког вијећа народног ослобођења Босне и Херцеговине, од 1943. до 1945. године, односно председник Президијума Народне скупштине, од 1945. до 1953. године. Након укидања ове функције, од 1953. до 1974. године функцију шефа државе је обављао председник Народне скупштине.
- Председник ЗАВНОБиХ (1943—1945)
  - Војислав Кецмановић (25. новембар 1943 — 26. април 1945)
- Председник Президијума Народне скупштине (1945—1953)
  - Војислав Кецмановић (26. април 1945 — новембар 1946)
  - Ђуро Пуцар (новембар 1946 — септембар 1948)
  - Владо Шегрт (септембар 1948 — март 1953)
- Председник Народне скупштине (1953—1974)
  - Ђуро Пуцар (децембар 1953 — јун 1963)
  - Ратко Дугоњић (јун 1963 — 1967)
  - Џемал Биједић (1967 — 1971)
  - Хамдија Поздерац (1971 — мај 1974)
- Председник Председништва СР БиХ (1974—1990)
  - Ратко Дугоњић (мај 1974 — април 1978)
  - Раиф Диздаревић (април 1978 — април 1982)
  - Бранко Микулић (април 1982 — 26. април 1984)
  - Миланко Реновица (26. април 1984 — 26. април 1985)
  - Мунир Месиховић (26. април 1985 — Април 1987)
  - Мато Андрић (април 1987 — април 1988)
  - Никола Филиповић (април 1988 — април 1989)
  - Обрад Пиљак (април 1989 — 20. децембар 1990)
  - Алија Изетбеговић (20. децембар 1990. — 8. април 1992)

### Премијери
- Министар за БиХ у Привременој влади ДФЈ (1945)
  - Родољуб Чолаковић (7. март 1945 — 27. април 1945)
- Председник владе (1945—1953)
  - Родољуб Чолаковић (27. април 1945 — септембар 1948)
  - Ђуро Пуцар (септембар 1948 — март 1953)
- Председник Извршног већа (1953—1990)
  - Ђуро Пуцар (март 1953 — децембар 1953)
  - Авдо Хумо (децембар 1953 — 1956)
  - Осман Карабеговић (1956 — 1963)
  - Хасан Бркић (1963 — 1965)
  - Руди Колак (1965 — 1967)
  - Бранко Микулић (1967 — 1969)
  - Драгутин Косовац (1969 — април 1974)
  - Миланко Реновица (април 1974 — 28. април 1982)
  - Сеид Маглајлија (28. април 1982 — 28. април 1984)
  - Гојко Убипарип (28. април 1984 — април 1986)
  - Јосип Ловреновић (април 1986 — април 1988)
  - Марко Ћеранић (април 1988 — 20. децембар 1990)
  - Јуре Пеливан (20. децембар 1990 — 8. април 1992)